# Doajen
Doajen je častni voditelj zbora diplomatov, ki so akreditirani v neki državi. Izraz doajen izvira iz francoske besede doyen = starešina, to pa iz latinske besede decanus = starešina, starosta.
V katoliških državah je doajen praviloma apostolski nuncij. V drugih državah je doajen po navadi najstarejši diplomat oziroma diplomat z najdaljšim stažem. 
Doajen na častnih sprejemih pri predsedniku države govori v imenu celotnega diplomatskega zbora. Doajen tudi posreduje v primeru spora med člani diplomatskega zbora.
Doajen v Sloveniji je Njegova ekscelenca apostolski nuncij v Republiki Sloveniji.